# Tộc ước
Tộc ước là những qui ước của một dòng họ được lưu trữ dạng văn bản, ghi trong gia phả, hoặc truyền miệng đặt ra các quy tắc về đảm bảo trật tự kỷ cương, truyền thống dòng họ, nghi thức tế lễ tổ tiên.
Một số dòng họ người Kinh ở miền Bắc và Bắc Trung Bộ Việt Nam có sử dụng loại văn bản này.
Nội dung trong tộc ước thường dựa vào các giáo lý Nho giáo.Ngày nay ttọc ước được phát triển dựa trên các quy ước về hành vi ứng xử, lối sống và những quy định gắn liền với pháp luật.